# Waluk

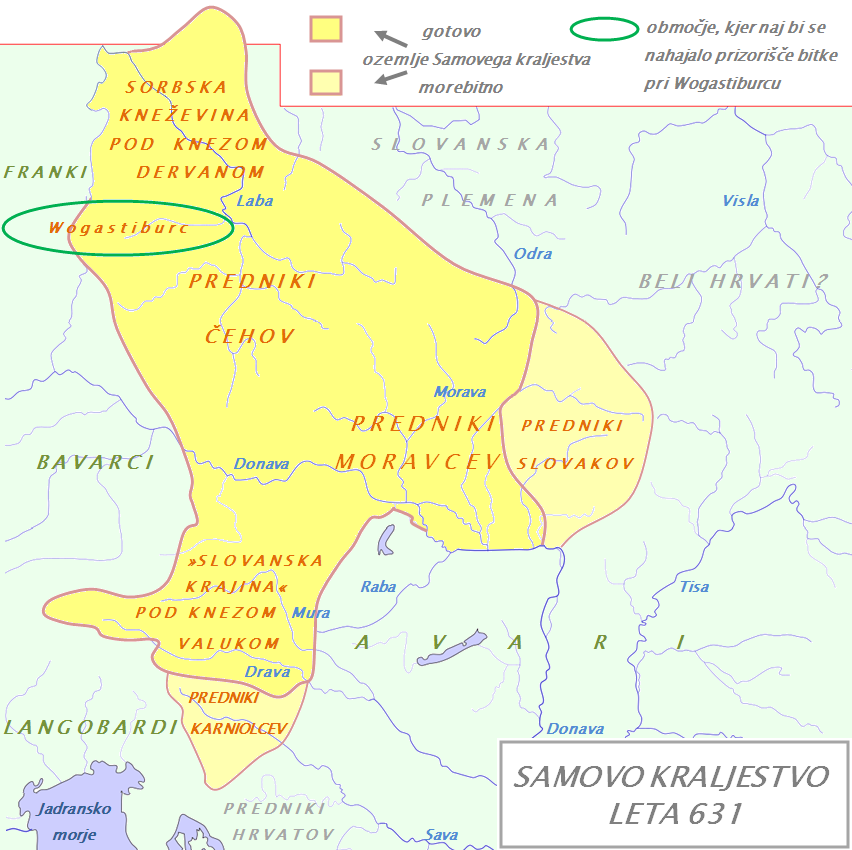
Jedna z przypuszczalnych lokalizacji państwa Samona i sprzymierzonych z nim władców

Waluk (VII wiek) – jeden z pierwszych zanotowanych w źródłach władców słowiańskich, przywódca ludności zamieszkującej tereny późniejszej Karyntii, uznawany za pierwszego księcia państwa karantańskiego.
Waluk panował równolegle z Samonem i około 630 roku przyłączył się do jego związku plemiennego. Po upadku państwa Samona następcy Waluka zdołali zachować niezależność.